# Mirowiec
Mirowiec (niem. Friedewalde) – część (zwyczajowo nazywana osiedlem) Wrocławia, na osiedlu Karłowice-Różanka.

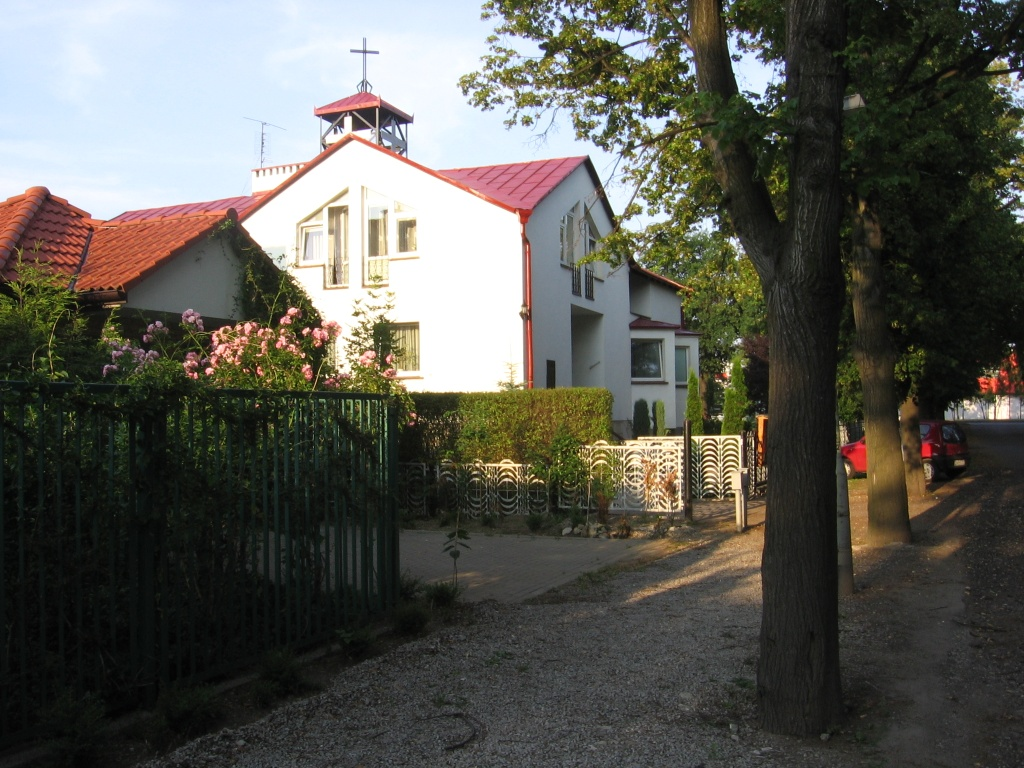
kościół Matki Boskiej Miłosierdzia przy ul.Kętrzyńskiej

Nazwa Mirowiec weszła do użycia kilkanaście lat temu, a granica osiedla nie jest jednoznacznie ustalona. Według niektórych map jest to niewielki obszar obejmujący osiedle domów jednorodzinnych pomiędzy ulicą Brücknera, Kwidzyńską, Bolesława Krzywoustego i Kowalską, według innych jest to duży i liczne zamieszkany teren obejmujący zabudowania od ulicy Kromera i Bolesława Krzywoustego po Kowalską i Kwidzyńską. 
Od średniowiecza cały ten teren nazywany był przez Niemców jako Friedewalde, czyli Spokojny Las. W latach 30. XX wieku, gdy pod rządami NSDAP rugowano słowiańskie nazwy osiedli i ulic, do Mirowca administracyjnie włączono pobliskie Kowale (wcześniej Cawallen). Po przejęciu tych terenów przez Polskę przez pewien krótki czas oba osiedla funkcjonowały pod nazwą Mirowiec, a później uznając być może nazwę „Mirowiec” jako sztuczne tłumaczenie z niemieckiego – całemu terenowi obu osiedli nadano nazwę Kowale.